# Entidad de carácter territorial
Unter der Bezeichnung entidades de carácter territorial werden die verschiedenen Formen der Gebietskörperschaften in Spanien zusammengefasst. Während die Autonomen Gemeinschaften auch über weitreichende Gesetzgebungskompetenzen verfügen, handelt es sich bei den Provinzen, Inseln, Comarcas und Gemeinden als entidades locales territoriales um Körperschaften der kommunalen Selbstverwaltung. Im Einzelnen gehören dazu:
- Autonome Gemeinschaften (Regionen)
- Provinzen
- Inseln und Comarcas
- Gemeinden

Keine Gebietskörperschaften sind die mancomunidades (Zweckverbände) und die partidos judiciales (Gerichtsbezirke).

## Autonome Gemeinschaften
Die 17 Autonomen Gemeinschaften entstanden nach dem Ende der Franco-Diktatur und der Verabschiedung der demokratischen Verfassung von 1978 in den Jahren von 1979 bis 1983 durch Verabschiedung ihrer Autonomiestatute. Sie verfügen über umfangreiche Legislativ- und Exekutivkompetenzen und sind von ihrer Kompetenzausstattung mit den deutschen Bundesländern vergleichbar, sind aber im Gegensatz zu diesen keine Gliedstaaten. Etwa die Hälfte der Bediensteten des öffentlichen Sektors sind dem Bereich der Autonomen Gemeinschaften zuzuordnen.
Die Autonomen Gemeinschaften verfügen über ein Parlament und eine Regierung unter der Leitung eines vom Parlament gewählten Ministerpräsidenten.
Die bevölkerungsreichste Autonome Gemeinschaft ist Andalusien mit über acht Millionen Einwohnern. Die wenigsten Einwohner hat La Rioja (ca. 300.000). Flächenmäßig ist Kastilien-León mit über 94.000 km² die größte und die Balearen mit knapp 5000 km² die kleinste Autonome Gemeinschaft. Die durchschnittliche Einwohnerzahl liegt bei 2,8 Millionen, die durchschnittliche Fläche bei knapp 30.000 km².
In der Amtlichen Statistik der Europäischen Union bilden sie die NUTS-2-Ebene.

## Provinzen

Provinzen (in Flächenfarben: die Provinzen, in denen eine diputación provincial bzw. diputación foral als Selbstverwaltungskörperschaft existiert)

Die 50 Provinzen sind in ihrem Gebietsstand seit 1833 im Wesentlichen unverändert geblieben. Sie bilden zum einen die untere Ebene der allgemeinen Staatsverwaltung und zum anderen eine kommunale Gebietskörperschaft. Anders als bei den deutschen Landkreisen sind diese Funktionen jedoch nicht in einer Verwaltung zusammengefasst, sondern organisatorisch voneinander getrennt. Die Aufgaben der Staatsverwaltung werden von der Subdelegación del Gobierno wahrgenommen, während die Selbstverwaltungsaufgaben von der Diputación Provincial wahrgenommen werden. Die Lage ist damit mit der in Bayern vergleichbar, wo die Regierungsbezirke (mit der Bezirksregierung) als staatliche Verwaltungseinheit mit den Bezirken (mit der Bezirksverwaltung) als kommunalen Selbstverwaltungskörperschaften ebenfalls gebietsmäßig identisch sind.
Über eigene Rechtspersönlichkeit verfügt nur die Diputación Provincial als Selbstverwaltungskörperschaft, während die Subdelegacion del Gobierno unselbständiger Teil der allgemeinen Staatsverwaltung ist.
In den sieben Autonomen Gemeinschaften, die nur aus einer Provinz bestehen (Asturien, Kantabrien, Navarra, La Rioja, Madrid, Murcia, Balearen) sind die Selbstverwaltungsaufgaben auf die Autonomen Gemeinschaften übergegangen, sodass dort keine Diputaciones Provinciales mehr bestehen. Die Kanaren bestehen zwar aus zwei Provinzen (Las Palmas de Gran Canaria und Santa Cruz de Tenerife), die jedoch nur noch als staatliche Verwaltungsebene existent sind, während die Selbstverwaltungsaufgaben auf die Autonome Gemeinschaft oder die einzelnen Inseln übergegangen sind.
Als Gebietskörperschaften sind damit heute nur noch die 41 Provinzen der Autonomen Gemeinschaften Galicien, Baskenland, Kastilien-León, Aragonien, Katalonien, Extremadura, Kastilien-La Mancha, Valencia und Andalusien existent.
Der Rat der Diputación Provincial besteht aus indirekt auf Basis des Ergebnisses der Gemeinderatswahlen in der Provinz gewählten Mitgliedern.
Lediglich in den drei baskischen Provinzen Álava, Guipúzcoa und Vizcaya wird der Provinzialrat (Junta General) direkt gewählt. Die diputación provincial trägt in diesen Provinzen den Namen diputación foral.
In der Amtlichen Statistik der Europäischen Union bilden die Provinzen die NUTS-3-Ebene.

## Inseln

Gebietskörperschaften oberhalb der Gemeinde- und unterhalb der Provinz-Ebene: cabildos insulares (auf den Kanaren), consejos insulares (auf den Balearen), comarcas (in Katalonien, Aragonien und Kastilien-León) und cuadrillas (in der baskischen Provinz Álava)

In den Autonomen Gemeinschaften der Balearen und der Kanaren bilden die Inseln eigene kommunale Selbstverwaltungskörperschaften. Die Inselräte (auf den Balearen: Consejos Insulares, auf den Kanaren: Cabildos Insulares) werden in direkter Wahl gewählt.
Auf den Kanaren existieren sieben Cabildos Insulares (Teneriffa, Gran Canaria, Lanzarote, Fuerteventura, La Palma, La Gomera, El Hierro), auf den Balearen drei Consejos Insulares (Mallorca, Ibiza, Menorca). Die Insel Formentera besteht nur aus einer Gemeinde, dort nimmt der Gemeinderat auch die Aufgaben des Consejo Insular wahr.

## Comarcas
Die Comarcas sind von ihrer Größe her etwa mit Landkreisen in Deutschland vergleichbar, bilden also eine Verwaltungsebene zwischen Gemeinde und Provinz. Die meisten Autonomiestatute sehen die Einrichtung von Comarcas als Gebietskörperschaften vor. Umgesetzt wurde dies bislang aber erst in Katalonien (flächendeckend; 41 Comarcas; von 1988 bis 1991 eingerichtet), Aragonien (flächendeckend bis auf den Großraum Saragossa; 32 Comarcas; von 2001 bis 2004 eingerichtet) und Kastilien-León (dort existiert nur die Comarca El Bierzo; 1991 eingerichtet). Weiter existieren in der baskischen Provinz Álava flächendeckend sieben Cuadrillas, die zwischen 1992 und 1994 eingerichtet wurden und mit den Comarcas in den übrigen Regionen vergleichbar sind.

## Gemeinden

Anzahl der Gemeinden nach Einwohnerzahl (Stand: 10. März 2010)

Die grundlegenden kommunalen Selbstverwaltungskörperschaften sind die Gemeinden (municipios), von denen es in Spanien über 8000 gibt (Vergleich Deutschland: ca. 11.000). Die durchschnittliche Einwohnerzahl je Gemeinde liegt damit bei ca. 5800. Die beiden Gemeinden mit der größten Einwohnerzahl sind Madrid (3,2 Mio.) und Barcelona (1,6 Mio.). Insgesamt gibt es 63 Großstädte mit mehr als 100.000 Einwohnern. Charakteristisch ist die hohe Anzahl von Kleinstgemeinden, etwa 1.100 Gemeinden haben weniger als 100 Einwohner. In neun Provinzen in den nordspanischen Regionen Kastilien-León, Kastilien-La Mancha und Aragonien liegt die durchschnittliche Einwohnerzahl je Gemeinde unter 1000 Einwohnern.

Durchschnittliche Einwohnerzahl je Gemeinde nach Provinzen (Stand: 1. Januar 2012)

Insbesondere aufgrund der Vielzahl kleiner Gemeinden, die jede für sich finanziell und personell kaum in der Lage sind ihre kommunalen Aufgaben zu erfüllen, haben die mancomunidades besondere Bedeutung. Es handelt sich bei diesen um freiwillige Zusammenschlüsse verschiedener Gemeinden zur Erfüllung einer oder mehrerer öffentlicher Aufgaben (z. B. Abfallwirtschaft, Wasserversorgung, Abwasserentsorgung, Feuerwehr, Tourismusförderung). Sie sind damit mit den deutschen Zweckverbänden vergleichbar. Ebenso wie diese sind auch die mancomunidades aber keine Gebietskörperschaften. Insgesamt existieren in Spanien ca. 1000 mancomunidades und etwa 75 % der Gemeinden gehören einem oder mehreren dieser Zweckverbände an. Kleiner ist die Zahl der mancomunidades in den Regionen, in denen oberhalb der Gemeindeebene Comarcas bzw. Inselräte existieren, die dort viele Aufgaben übernehmen, die sonst häufig von den mancomunidades erledigt werden.
Wie in Deutschland gibt es Gemeinden, aus historischen Gründen die Bezeichnung ciudad ‚Stadt‘ oder villa führen. Die Gesamtheit der Institutionen einer Gemeinde (Bürgermeister, Gemeinderat, Gemeindeverwaltung) wird üblicherweise als ayuntamiento (katalanisch: ajuntament, galicisch: concello, baskisch: udala) bezeichnet, z. B. Ayuntamiento de Madrid.
Eine Sonderstellung haben die beiden in Nordafrika gelegenen Autonomen Städte Ceuta und Melilla, die keiner Autonomen Gemeinschaft und keiner Provinz zugehören.
In den Gemeinden, insbesondere den größeren Städten, bestehen oftmals unter den Bezeichnungen distritos, barrios etc. Stadtbezirke, die aber ebenso wie z. B. die Ortsbezirke in Deutschland nicht über eine eigene Rechtspersönlichkeit verfügen und damit keine Gebietskörperschaften sind.
Daneben bestehen unterhalb der Gemeindeebene jedoch auch die sogenannten Entidades de ámbito territorial inferior al municipal (EATIM). Als solche können abgeschlossene Ortschaften konstituiert werden, soweit es sich bei diesen nicht um den Hauptort der Gemeinde handelt. Die EATIM verfügen zwar über eigene Rechtspersönlichkeit, womit es sich um Körperschaften des öffentlichen Rechts handelt. Allerdings verfügen sie nur über sehr eingeschränkte Kompetenzen, weshalb sie – mangels Gebietshoheit – nicht als Gebietskörperschaften anzusehen sind. Auch im spanischen Recht werden sie nur als entidades locales ‚kommunale Körperschaften‘, anders als die Gemeinden jedoch nicht als entidades locales territoriales ‚kommunale Gebietskörperschaften‘ bezeichnet. Theoretisch kann zwar jede abgeschlossene Siedlung als EATIM konstituiert werden. Aus historischen Gründen existieren sie aber nicht flächendeckend und sind regional sehr unterschiedlich verteilt: Von den insgesamt etwa 3700 EATIM liegen allein ca. 2200 in der Autonomen Gemeinschaft Kastilien-León.